# نيلسون فرانكلين
نيلسون فرانكلين (بالإنجليزية: Nelson Franklin)‏ مواليد 1 يناير 2000، هو ممثل أمريكي بدأ مسيرته الفنية سنة 2005.

## الأعمال

### أفلام
- أحبك يا رجل (2009)
- سكوت بيلجرام يواجه العالم (2010) (بدور: مايكل كومو)
- آرغو (2012)
- جوبز (2013) (بدور: بيل أتكينسون)

### مسلسلات
- المكتب (2008)
- نائبة الرئيس (2012) (بدور: ويل)
- الفتاة الجديدة (2012) (بدور: روبي)
- عائلة بلوث (2013)
- بلاك-يش (2016) (بدور: كونور ستيفنز)

## روابط خارجية
- نيلسون فرانكلين على موقع IMDb (الإنجليزية)
- نيلسون فرانكلين على موقع قاعدة بيانات الفيلم (الإنجليزية)